# فيكتور غاي زاراغوزا
فيكتور غاي زاراغوزا (بالإسبانية: Víctor Gay Zaragoza)‏ هو كاتب إسباني، ولد في 19 يونيو 1982 في برشلونة في إسبانيا.